# Рыбалко, Виктор Иванович
Виктор Иванович Рыбалко (укр. Віктор Іванович Рибалко; 30 июня 1950, Баку — 12 мая 2005, Киев) — украинский криминальный авторитет по прозвищу «Рыбка».

## Биография

### Криминальная деятельность в СССР
Родился 30 июня 1950 года в Баку в семье кадрового военного, в Киеве проживал с середины 1970-х. В возрасте 17 лет получил первый тюремный срок за кражу фотоаппарата, после выхода на свободу стал промышлять квартирными кражами. Суммарно отсидел за квартирные кражи и мошенничество от 15 до 17 лет, последний срок выпал на начало 1990-х годов.

### Независимая Украина
В независимой Украине Рыбалко начал заниматься бизнесом и примкнул к рэкетирам. Изначально он вместе с Александром «Ткачом» Ткаченко был бригадиром ОПГ Владимира «Пули» Никуличева, занимаясь вымогательством и вытеснением кавказских ОПГ из Киева. После убийства лидера ОПГ «Чайника» и последовавшей гибели Никуличева 28 августа 1992 года «Ткач» и «Рыбка» создали собственные группировки, причём в ОПГ «Рыбки» перешли многие из людей Никуличева. В группировку входили многие ранее судимые личности (в том числе наркоманы): на рубеже столетий в группе было около 30 человек.
ОПГ «Рыбки» занималась контролем финансовой деятельности в кредитно-банковской системе, заказными убийствами, кражами, грабежами, разбоями, угонами автомобилей, торговлей наркотиками и вымогательствами. Именно вымогательства средств у представителей малого и среднего бизнеса составляли основной источник дохода группировки Рыбалко: банда заставляла бизнесменов получать на свои фирмы кредитные ресурсы из банков (в том числе с помощью фальшивых авизо) или материальные средства для реализации от других фирм. Коммерсантов устраняли от руководства (как в случае с фирмами «Анаконда» или «Хелп»), а иногда и убивали (фирма «Скорбота»), присваивая принадлежащее им имущество и ценности. До 1995 года ОПГ не вкладывало средства в развитие экономической базы.
ОПГ действовала преимущественно в Киеве, однако у неё были свои интересы во всех регионах Украины (союз с сумским вором в законе «Лерой Сумским», интересы в Херсоне и Скадовске), а также стран ближнего и дальнего зарубежья (США, Нидерланды, Германия; союз с бандитом «Никитой» из ОПГ «Черепа»). В частности, она владела похоронным бюро «Скорбота» (ему подчинялась деятельность многих предприятий группировки), спортклубом «Локомотив», спорткомплексом педагогического университета, кафе «Львов» (улица Артёма), «Винничанка» (Московский район) и «Бурбон» (Бориспольская улица, 28), а также ресторанами «Верховина» и «Краков» (проспект Победы). Помимо этого, с 1992 по 1995 годы во владении Рыбалко и его ОПГ были оператор связи UMC, компании «Пульсар» и «Политех», корпорации «Республика» и «Украинская финансовая группа», а также несколько кладбищ. Также он обеспечивал защиту компании «Фокстрот», куда его пригласил топ-менеджер компании Георгий Дигам.
В группировке Рыбалко были трое заместителей: Константин Николаевич Власюк («Кульгавый»), Сергей Ильич Лейко («Лейка») и Василий Павлович Глушко («Палыч»). Власюк и Глушко были убиты 19 апреля 1995 года и 8 августа 1997 года соответственно. В бригаде также действовали Константин Григорян, Юрий «Довгаль» Довгаленко, бригадиры Александр «Борман» Гнеушев, «Гонзык», «Чук», «Адольф», «Боровик» и «Виля». По утверждению журналистов, с группировкой был связан и будущий Народный депутат Украины V, VI и VII созывов от Блока Юлии Тимошенко Виталий Чудновский, который был представителем Рыбалко в «Фокстроте».
Согласно оперативным данным, придерживавшийся «воровских понятий» и «блатных традиций» Рыбалко организовал убийства ряда воровских авторитетов, известных под кличками «Вата», «Буня», «Пуля» (Владимир Никуличев) и «Слепой», обретя статус криминального «третейского» судьи. В 1992—1994 годах он вёл «разборки» за перераспределение сфер влияния в Киеве с ОПГ Валерия «Прыща» Прыщика, а также Руслана Савлохова, Искандера «Татарина» Киримова и других бандитов. К середине 1990-х годов Рыбалко стал одним из пяти наиболее опасных криминальных авторитетов Киева. Он не раз задерживался киевской милицией за незаконное хранение оружия и подделку документов: несколько лет подряд УБОП Киева арестовывал «Рыбку» за хулиганство в день рождения и отправлял под арест на 15 суток. В Киеве Рыбалко проживал по адресу: Чоколовский бульвар, д. 27, кв. 49.

### Вопрос о сотрудничестве с братьями Кличко
Одним из партнёров Рыбалко был Игорь Бакай, на тот момент председатель кооператива «Козацькі справи», а позже – президент компании «Велес». Согласно некоторым утверждениям, именно Рыбалко и Бакай были одними из тех, кто первым оказывал финансовую помощь будущим звёздам бокса братьям Кличко, обеспечивая их всеми необходимыми товарами для тренировок и жизни в обмен на то, что братья будут платить половину от всех своих заработок до конца карьеры (от гонораров за поединки до гонораров за рекламу или книг). По одной из версий, Рыбалко заметил братьев во время их выступлений в кикбоксинге. Он пытался обеспечить заключение контракта с известным промоутером в мире бокса Доном Кингом, однако этого так и не случилось: согласно разным версиям, условия контракта могли не устроить или самого Рыбалко, или самого Кинга. Виталий Кличко утверждал, что однажды Кинг сел за рояль и начал играть увертюру к «Дон Жуану» Моцарта, пока братья не заметили, что «рояль играл сам по себе». Они расценили это как проявление «неискренности» и решили не заключать контракт.
На ряде фотографий Кличко позировали вместе с Рыбалко и одним из его заместителей Андреем Боровиком, также они появлялись с ними на видео во время переговоров с Доном Кингом. Вследствие этого в адрес братьев стали поступать обвинения в рэкете: в частности, об этом говорил Александр Пабат в 2011 году. Виталий Кличко отрицал все обвинения, утверждая, что фото с Рыбалко были сделаны уже в то время, когда братья стали известными, и что они с ним никогда не дружили: он просто просил сфотографироваться с кумирами. Со слов генерал-майора МВД Украины Владимира Дахновского, братья Кличко не задерживались никогда УБОП по обвинению в рэкете. Тем не менее, Пабат настаивал на том, чтобы братья объяснили, какое к ним отношение имел Рыбалко. В дальнейшем Рыбалко прекратил сотрудничество с братьями, а они в 2002 году агитировали за Бакая на парламентских выборах в Ровно. Дальнейшие попытки Рыбалко сделать бокс сферой влияния потерпели неудачу благодаря вмешательству полиции Германии и Украины.

### Война против «Лейки» и «Прыща»
В 1995 году внутри ОПГ «Рыбки» вспыхнула серия конфликтов с «бригадирами», которых Рыбалко обвинял в присваивании «общака». Один из заместителей, Сергей «Лейка» Лейко, решил избавиться от своего шефа, чтобы создать свою бригаду: у «Лейки» были сильные связи с представителем криминальных авторитетов старого поколения Вовой Чёрным. В ответ «Рыбка» решил устранить «Лейку», и последний был убит 6 мая 1995 года возле рынка «Птичка» на Куреневке: убийцей был некий бандит, который однажды был избит «Лейкой». После смерти «Лейки» при загадочных обстоятельствах исчез Чёрный, что связали с очередным убийством. В 1996 году Рыбалко был задержан по обвинению в организации убийств «Хромого», «Лейки» и «Палыча», однако из-за недостаточности улик получил всего 2,5 года тюрьмы по ст. 194 УК Украины («Умышленное уничтожение или повреждение имущества»). Позже у Рыбалко объявился ещё один враг — Валерий «Прыщ» Прыщик, контролировавший рынок «Троещина». ОПГ «Прыща», как и банды «Савлохова» и «Ткача», враждовали с бандой «Рыбки». «Прыщ» несколько раз организовывал покушения на Рыбалко.
5 сентября 2000 года на улице Богдана Хмельницкого автомобиль Рыбки Mercedes был обстрелян неизвестными из автоматов Калашникова: сам Рыбка остался жив, но погиб его водитель Олег «Чахлый» Козлов. На фоне усилившихся «зачисток» представителей киевского криминального мира Рыбалко официально переехал в Нидерланды, открыв там своё предприятие и руководя своей ОПГ уже заочно. Иногда он приезжал в Киев, чтобы проведать мать.

### Убийство
Незадолго до своей гибели Рыбалко заявил, что намерен получить от некоего человека 20 миллионов долларов в качестве выплаты долга. 12 мая 2005 года вечером в 18:40 Виктор Рыбалко шёл по улице Ивана Франко и нёс пакет белья из химчистки, когда возле здания Министерства культуры Украины (дом №19) навстречу Рыбалко подъехал автомобиль тёмного цвета. Из окон автомобиля неизвестные открыли огонь из пистолетов-пулемётов «Скорпион». В Рыбку выпустили около 20 пуль, 10 из которых достигли цели. Рыбалко скончался на месте от полученных ранений.
Позже он был похоронен на Совском кладбище. Несмотря на усилия милиции, ни заказчик, ни исполнитель не были найдены. Среди подозреваемых называют самого Бакая, среди исполнителей — Владимира «Бибу» Марко (в 2013 году якобы был застрелен при попытке задержания).
У Рыбалко есть дочь, крёстным отцом которой стал другой криминальный авторитет Виктор Авдышев.